# Judita a Holofernes
Judita a Holofernes (italsky Giuditta e Oloferne) je Caravaggiův obraz z let 1598–1599, případně i 1600 nebo 1602 zachycující biblickou scénu, v níž vdova Judita z města Bethulia porazila asyrského generála Holoferna a jeho vojsko, když ho nejprve svedla a poté, co se zpil do němoty, mu sťala hlavu. Osud obrazu od roku 1619 až do svého znovuobjevení v roce 1950 je nejasný, nyní je součástí sbírky Národní galerie starého umění v Římě.
Výstava „Dentro Caravaggio“ Palazzo Reale, Milán (září 2017-leden 2018), uvádí datum 1602 na základě použití světlých podkladových skic, které se v Caravaggiově rané tvorbě nevyskytují, ale jsou charakteristické pro jeho pozdější díla. Katalog výstavy (Skira, 2018, s. 88) rovněž cituje svědectví životopisce Giovanniho Baglioneho. Podle něho si dílo objednal janovský bankéř Ottavio Costa, tuto domněnku by mohlo dokládat potvrzení o platbě ze dne 21. května 1602, které je uchováváno ve Státním archivu v Sieně.
Druhý obraz s naprosto stejným námětem (viz níže), datovaný do roku 1607, který několik odborníků připisuje Caravaggiovi, ale jiní jej stále zpochybňují, byl náhodně znovuobjeven v roce 2014 a v červnu 2019 se dostal do prodeje pod shodným názvem Judita a Holofernes.

## Dílo

### Námět
Deuterokanonický spis Kniha Júdit vypráví příběh o tom, jak Judita posloužila svému lidu tím, že svedla a potěšila asyrského generála Holoferna. Judita Holoferna opije, pak se chopí meče a zabije ho: „Přistoupila k jeho lůžku a uchopila ho za vlasy na hlavě“ (Judit 13,7-8).
| „ | Pro sebe vyžádala si, by mohla zůstati v táboře a každého dne před rozedněním vyjiti za modlitbou a náboženským umýváním ku pramenům před hradbami městskými. Holofernes, věře slovům jejím, nejen vše jí dovolil, ale čtvrtého dne na počest její i kvas vystrojil. Při hostině opili se sluhové tak, že Holofernes, sám zpit, zůstal s J-tou o samotě. Spícímu uťala J. hlavu vlastním jeho mečem, z rána pak jako jindy šla se služkou, nesoucí tentokráte hlavu Holofernovu, ku zřídlům pod hradbami svého města. | “ |

Pro Caravaggia bylo typické, že si vybral okamžik, který má největší dramatický dopad, tj. okamžik samotné dekapitace. Postavy jsou rozestaveny na mělké scéně, divadelně osvětlené ze strany, izolované na inkoustově černém pozadí. Juditina služebná Abra stojí vedle své paní vpravo, zatímco Judita natahuje ruku, aby přiložila čepel k Holofernovu krku; ten leží na břiše, krk má zkroucený, jak otáčí hlavu k vražedkyni, je bezbranný. Rentgenové snímky odhalily, že Caravaggio v průběhu práce upravil umístění Holofernovy hlavy, mírně ji oddělil od trupu a posunul ji nepatrně doprava. Tváře tří postav ukazují umělcovo mistrovství v ovládání emocí, zejména Juditin výraz vykazuje směs odhodlání a odporu. Artemisia Gentileschiová a další byli tímto dílem hluboce ovlivněni; ačkoli Caravaggiův fyzický realismus dokonce překonali, tvrdí se, že nikdo z nich se nevyrovnal jeho zachycení Juditiny psychologické rozpolcenosti.
Modelem pro Juditu je pravděpodobně římská kurtizána Fillide Melandroniová, která kolem tohoto roku pózovala pro několik dalších Caravaggiových děl; samotná scéna, zejména detaily krve a stětí, byly pravděpodobně čerpány z jeho pozorování veřejné popravy Beatrice Cenciové v roce 1599.

### Možná druhá verze
Když Caravaggio 14. června 1607 opouštěl Neapol, zanechal v neapolském ateliéru, který s ním sdíleli dva vlámští malíři a obchodníci s uměním Louis Finson a Abraham Vinck, dva obrazy - Růžencovou Madonnu a Juditu a Holoferna. Vinck si tyto dva obrazy pravděpodobně vzal s sebou, když kolem roku 1609 opustil Neapol a usadil se v Amsterdamu. Později se do Amsterdamu přestěhoval i Finson. Oba obrazy jsou znovu zmíněny, tentokrát v závěti z 19. září 1617, kterou Finson sepsal v Amsterdamu. V závěti Finson odkázal Vinckovi svůj podíl na dvou Caravaggiových obrazech, které měli ve společném vlastnictví již z doby, kdy působili Neapoli. Finson zemřel krátce po sepsání závěti a jeho dědic Vinck zemřel dva roky po něm. Po Vinckově smrti prodali jeho dědicové po roce 1619 Růžencovou Madonu za 1800 zlatých výboru vlámských malířů vedených Petrem Paulem Rubensem pro kostel svatého Pavla v Antverpách. V roce 1786 rakouský císař Josef II. nejprve nařídil zrušit všechny „nepotřebné“ klášterní řády a poté si vyžádal Caravaggiův obraz Růžencová Madona do své umělecké sbírky. Nyní jej lze spatřit v Uměleckohistorickém muzeu ve Vídni. Caravaggiovo dílo, které bylo darem předních antverpských umělců a výrazem jejich hluboké náboženské zbožnosti, se tak stalo předmětem kořisti rakouských vládců Flander.
Po druhém Caravaggiově díle Judita a Holofernes představujícím Juditu stínající Holoferna, jehož spoluvlastníky byli Vinck a Finson, nebylo od počátku 16. století ani stopy. Byla zmiňována možnost ztotožnění s podobným obrazem ve sbírce banky Intesa Sanpaolo v Neapoli. Obraz Judita a Holofernes objevený na půdě domu v Toulouse v roce 2014 je některými badateli považován za ztraceného Caravaggia. Jiní badatelé vidí jak v toulouské Juditě, tak v díle ve sbírce banky Intesa Sanpaolo nejen díla namalovaná Finsonovou rukou, ale také tvrdí, že se ve skutečnosti jedná o původní Finsonovy výtvory, nikoli o kopie podle ztraceného Caravaggia. Toulouská verze byla dokonce označena za Finsonovo mistrovské dílo. Oba tábory historiků umění zakládají svou atribuci na stylistických a technických vlastnostech díla.
| „                                      | Je to nejlepší dílo, jaké jsem kdy objevil,“ ... „Je velice násilné, až nesnesitelné. Autor dokázal ztělesnit text, uvádí ho v život. | “ |
| — Eric Turquin, odhadce uměleckých děl | |   |

Na obraz byl francouzskou vládou uvalen zákaz vývozu, zatímco byly prováděny testy ke zjištění jeho pravosti. V únoru 2019 bylo oznámeno, že obraz bude prodán v aukci poté, co Louvre odmítl možnost koupit jej za 100 milionů eur. Místo toho jej krátce před plánovanou aukcí, v červnu 2019, koupil sběratel umění a manažer hedgeových fondů J. Tomilson Hill za nezveřejněnou částku. Nový majitel je členem správní rady newyorského Metropolitního muzea umění.